# 達文西的弩

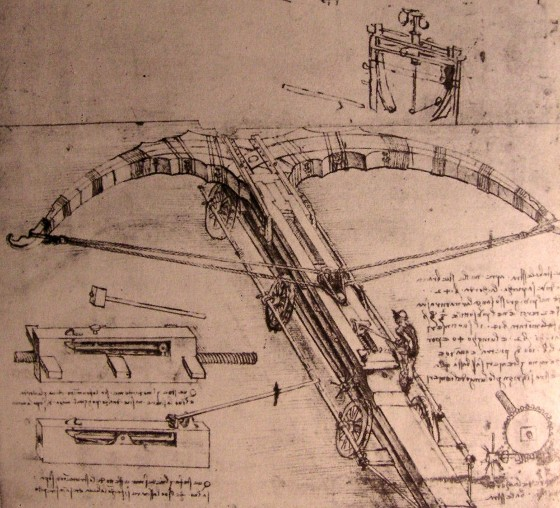
弩的原始設計，（《大西洋手稿》，f. 149a）

達文西的弩是列奥纳多·达·芬奇設計的一種弩，出現在他的《大西洋手稿》中，目的是爲了增長一般弓箭的射程。雖然如此，它從來沒有被達文西真的造出來過。在2010年的《探索頻道》中它以1:1的模型形態出現。

## 外部連結
- Balestra gigante （页面存档备份，存于） （意大利文）
- Giant Crossbow
- Giant Crossbow – Doing DaVinci by the Discovery Channel